# 黄仙妸
黄仙妸（1989年9月16日—），韩国女子击剑运动员，2017年世界击剑锦标赛女子佩剑团体银牌得主、2018年亚洲运动会女子佩剑团体金牌得主、2019年世界击剑锦标赛女子佩剑团体铜牌得主。